# پدرو مارتین
پدرو مارتین (انگلیسی: Pedro Martín؛ زادهٔ ۱۶ ژانویهٔ ۱۹۹۲) بازیکن فوتبال اهل اسپانیا است.
از باشگاه‌هایی که در آن بازی کرده‌است می‌توان به باشگاه فوتبال اتلتیکو مادرید، باشگاه فوتبال میراندس، باشگاه فوتبال نومانسیا، باشگاه فوتبال رئال مورسیا، باشگاه خیمناستیک تاراگونا، باشگاه ورزشی تنریف، و باشگاه فوتبال اتلتیکو مادرید بی اشاره کرد.